# 某個小鎮的深藍色
『某個小鎮的深藍色』是ASIAN KUNG-FU GENERATION的第9張單曲。

## 解説
主題曲「或る街の群青」（某個小鎮的深藍色）是為了電影「鉄コン筋クリート（惡童）」所寫的。只有初版附有松本大洋所畫「鉄コン筋クリート（惡童）」的貼紙。

## 收錄曲
1. （某個小鎮的深藍色）
  - 歌詞和電影（惡童）的內容有多處互相呼應的地方 ex.有關黑暗（黑）與光明（白）之類的字眼。歌詞中的「ソコカラナニガミエル？（從那裡能看見什麼？）」也是電影中主角登場時的一句台詞，（之後後藤也在自己的日記內提及那句台詞）。後藤特別到歌舞伎町錄音，把那喧鬧聲放在歌曲開頭和結尾部份，意味著樂曲在街道中流動，也在街道中消逝的意境。
2. （鵠沼的Surf）
  - 最初以tuning（調校收音機頻度）的聲音開始。
  - 基於沒有太多的練習而是一次錄過的錄音，聲音有種粗糙原始的感覺。
  - 伊地知說，這首是比第1首（某個小鎮的深藍色）還要喜歡的歌。